# Kul med Claude
Kul med Claude är en animerad TV-serie från 2008–2009. Den har sänts i Barnkanalen. Serien bygger på David Wojtowyczs böcker.

## Handling
Claude är en liten isbjörnsunge som har en familj. De reste från Antarktis till staden Björnköping, där Claude umgås med sin bästa kompis björnen Boris. Claude använder sin tankefilt och brukade tänka efter för att lösa vardagliga problem.